# Danien
Pour la langue construite par Tolkien, voir la section consacrée sur la liste des langues. Pour le peuple fictif parlant cette langue, voir l'histoire de la conception des Nandor.
Stratigraphie
Maastrichtien Sélandien
Crétacé supérieur
Le Danien est un étage géologique compris entre 66,0 et 61,6 millions d'années. C'est le premier étage du Paléocène, première époque du Paléogène, dans l'ère Cénozoïque (Tertiaire),.

## Paléontologie
Si les dinosaures non aviaires ont disparu, les mammifères et autres animaux terrestres demeurent de petite taille à cette époque, la plupart ne dépassant pas la taille d'un mouton, mais quelques-uns (comme Ankalagon saurognathus) ont atteint la taille d'un ours de taille moyenne. De nombreuses lignées d'oiseaux modernes ont également survécu, en particulier dans la région de l'Australie, mais aussi ailleurs, par exemple Scaniornis dans la région de la mer du Nord. Les océans sont restés à peu près les mêmes que ceux de la fin du Crétacé, à ceci près qu'il y avait moins de vie, qu'il restait peu de reptiles marins (surtout des tortues, des choristodères et des crocodiles), et d'autres animaux moins connus.